# Italochrysa impar
Italochrysa impar is een insect uit de familie van de gaasvliegen (Chrysopidae), die tot de orde netvleugeligen (Neuroptera) behoort. 
Italochrysa impar is voor het eerst wetenschappelijk beschreven door Navás in 1912.